# Polk Township (comté de Cass, Missouri)
Pour les articles homonymes, voir Polk Township et Polk.
Polk Township est un township inactif du comté de Cass dans le Missouri, aux États-Unis,. Le township est fondé en 1872 et baptisé en  référence à James K. Polk, 11e président des États-Unis.

## Source de la traduction
- (en) Cet article est partiellement ou en totalité issu de l’article de Wikipédia en anglais intitulé « Polk Township, Cass County, Missouri » (voir la liste des auteurs).